# 私このままでいいのかな
『私このままでいいのかな』（わたしこのままでいいのかな）は、BoAの9枚目のオリジナルアルバム。

## 概要
『WHO'S BACK?』以来3年半ぶりのフルアルバムで、自身としては初の日本語のタイトルとなった。
フジテレビ系スペシャルドラマ『大奥』の主題歌「Make Me Complete」、東海テレビ制作・フジテレビ系全国ネット連続ドラマオトナの土ドラ『屋根裏の恋人』の主題歌「Right Here, Right Everywhere」、日本デビュー15周年記念シングル「Lookbook」、ミュージック・ビデオが公開された「Jazzclub」、バラード「私このままでいいのかな」など全12曲を収録。
テレビSPOT-CMにはドラマ『大奥』の主演女優だった沢尻エリカが出演している。
本作は本人と同世代となる31歳女性の選択をテーマにしたコンセプトアルバムで、「結婚」「仕事」「友人関係」全てにおいて選択を迫られる時期にある女性の揺れ動く気持ちを様々な視点で表現している。
CD+DVD（MV盤）、CD+DVD（LIVE盤）、CDのみの3形態で発売され、MV盤DVDにはMusic Clip、LIVE盤DVDにはBoA THE Live Billboardのライブ映像を収録。
発売自体は本作から4年後のアニバーサリーベストアルバム「The Greatest」が発売。

## 収録曲
1. Where am I now [3:34]
作詞：桜井紗良／作曲：Tim Hawes, Obi Mhondera, Dawn Elektra／編曲：
2. ありがとうサヨナラ [3:24]
作詞：桜井紗良／作曲：Ricky Hanley, Rob Derbyshire, Dawn Elektra／編曲：
3. Crow [3:45]
作詞：桜井紗良／作曲：Christian Fast, Maria Marcus, Marcus Lindberg／編曲：
4. Jazzclub [2:52]
作詞：桜井紗良／作曲：Albi Albertsson, Henk-Jan Kooistra, Jochem Fluitsma, Rik Anema, Erik Van Tijn／編曲：
TBSテレビ「ひるおび!」1月度エンディングテーマ
5. FLY (album version) [4:29]
作詞・作曲：BoA／編曲：Tom Diekmeier, THE ARCHITECT
38thシングルのアレンジ
6. Right Here, Right Everywhere [3:49]
作詞：田中秀典／作曲：DWB, Rike Boomgaarden
配信限定シングル
フジテレビ系オトナの土ドラ『屋根裏の恋人』の主題歌
7. Manhattan Tango [3:30]
作詞：桜井紗良／作曲：Andreas Carlsson, Jeff Miyahara, Karl
8. Make Me Complete [4:40]
作詞：Jeff Miyahara／作曲：Caroline Gustavsson, TAKAROT
配信限定シングル
フジテレビ系スペシャルドラマ『大奥』主題歌
9. Lookbook [3:23]
作詞：Kanata Okajima／作曲：Andreas Öberg, Johann Becker, Tahiti Lenoni, Maria Marcus
39thシングル
10. Mannish Chocolat [3:20]
作詞：桜井紗良／作曲：Andreas Oberg, Skylar Mones, Michele Wylen
11. Kiss My Lips [3:48]
作詞：BoA／作曲：BoA, Johnathan Yip, Jeremy Reeves, Ray Romulus, Ray McCullough／編曲：BoA
39thシングルのカップリング
12. 私このままでいいのかな [4:48]
作詞：いしわたり淳治／作曲：Andreas Stone Johansson, Steven Lee, 源田爽馬, Allison Kaplan

## DVD

### ミュージッククリップ
1. Jazzclub -Music Clip- [3:34]
2. FLY -Music Clip- [4:27]
3. Lookbook -Music Clip- [3:21]
4. Kiss My Lips -Music Clip- [3:46]
5. Documentary of "Jazzclub"

### BoA THE LIVE In Billboard Live Selection)
1. Jazzclub [3:04]
2. コノヨノシルシ〜DO THE MOTION〜make a secret (Medley) (1. コノヨノシルシ, 2. DO THE MOTION, 3. make a secret)
3. JEWEL SONG [6:34]